# Roberto Sosa
Roberto Eduardo Sosa (14. juni 1935 - 27. juni 2008) var en uruguayansk fodboldspiller (målmand).
Sosa spillede 22 kampe for det uruguayanske landshold. Han var en del af landets trup til både VM 1962 i Chile og VM 1966 i England. På klubplan spillede han elleve sæsoner hos Montevideo-storklubben Nacional, og vandt fire uruguayanske mesterskaber med klubben.